# Тутченко Микола Іванович
Мико́ла Іва́нович Ту́тченко (* 1947) — український хірург, доктор медичних наук (1992), професор (1995), завідувач кафедри хірургії стоматологічного факультету (1997), головний позаштатний трансплантолог міста Києва (2003). Заслужений лікар України (2006), член Європейської асоціації хірургів.

## З життєпису
Народився 1947 року в місті Київ. 1972 року закінчив Київський медичний інститут імені О. О. Богомольця. Учень О. О. Шалімова та В. Ф. Саєнка. З 1976 року — лікар, потім — науковий співробітник. Від 1986-го — старший науковий співробітник Київського НДІ клінічної та експериментальної хірургії; з 1987 року — доцент кафедри торако-абдомінальної хірургії Київського інституту удосконалення лікарів.
1992 року захистив докторську дисертацію «Лікування ускладненої виразкової хвороби дванадцятипалої кишки з відновленням функції воротаря шлунка». У 1995 році за конкурсом обраний на посаду завідувача кафедри хірургії стоматологічного факультету Національного медичного університету імені О. О. Богомольця.
Наукові дослідження присвячені
- хірургічній корекції ускладнених форм виразкової хвороби шлунка та дванадцятипалої кишки з застосуванням лапароскопічних технологій,
- лікуванню хворих з термінальними захворюваннями печінки.

Розробник методів діагностики та лікування хворих на незворотні захворювання печінки. Першим у Києві 2000 року здійснив трансплантацію трупної печінки хворому з цирозом печінки при термінальній фазі цієї патології.
Наукові праці:
- «Лікування ускладненої виразкової хвороби дванадцятипалої кишки з відновленням функції воротаря шлунка» (1992);
- «Діагностика й хірургія пошкоджень печінки» (1996);
- «Швидка та невідкладна медична допомога» (2002);
- «Актуальні питання абдомінальної хірургії» (2005);
- «Ультразвукова некректомія в комплексі лікування хворих з приводу інфікованого некротичного панкреатиту»; співавтори Сусак Я. М., Ткаченко О. А., Лобанова О. М., Пляцок А. О., Денека Є. Р., 2007
- «Патогенетичне обґрунтування лікувальної тактики у разі гострої анальної тріщини» (2011); співавтори В. С. Андрієць, І. В. Клюзко, С. Ф. Марчук, В. Г. Яцентюк.

Серед учнів — Світличний Едуард Вікторович та Рощін Георгій Георгійович.
Член редакційної ради наукового видання «Шпитальна хірургія. Журнал імені Л. Я. Ковальчука».